# Tasik
Tasik (en arménien Թասիկ) est une communauté rurale du marz de Syunik en Arménie. En 2011, elle compte 286 habitants.

## Géographie

### Situation
Tasik est située à 13 km de Sisian et à 117 km de Kapan, la capitale régionale.

### Topographie
L'altitude moyenne de Tasik est de 1 740 m.

### Territoire
La communauté couvre 4 051 hectares, dont :
- 3 862 ha de terrains agricoles ;
- 3 ha de terrains industriels ;
- 3 ha alloués aux infrastructures énergétiques, de transport, de communication, etc. ;
- 37 ha d'aires protégées ;
- 29 ha d'eau[3].

## Politique
Le maire (ou plus correctement le chef de la communauté) de Tasik est depuis 2005 Khachik Hovhannisyan.
| Début | Fin      | Nom                  | Parti                       |
| ----- | -------- | -------------------- | --------------------------- |
| 2005  | 2008     | Khachik Hovhannisyan | Parti républicain d'Arménie |
| 2008  | 2012     | Khachik Hovhannisyan | Parti républicain d'Arménie |
| 2012  | En cours | Khachik Hovhannisyan | Parti républicain d'Arménie |

## Économie
L'économie de la communauté repose principalement sur l'agriculture.

## Démographie
| 2001 | 2008 | 2011 |
| ---- | ---- | ---- |
| 274  | 294  | 286  |